# Obecność mitu
Obecność mitu – obszerny esej autorstwa Leszka Kołakowskiego z 1966.
Tekst został opublikowany w Paryżu w 1972 przez Instytut Literacki, co było pokłosiem wcześniejszych, nieudanych prób publikacji dzieła w Polsce (zabiegał o to m.in. Czytelnik). Autor podjął w eseju próbę teoretycznego zrównania wszystkich eschatologicznych projektów stworzonych przez ludzkość (religijnych i ideologicznych), mających spełnić idealne cele egzystencji.
Obecność mitu prawdopodobnie najpełniej prezentuje metafizyczne przemyślenia Kołakowskiego, wskazując na niezbywalność mitu we wszelkich, praktycznie bez wyjątku, przestrzeniach kultury. Obrazuje negatywne nastawienie autora do demitologizacji (czy raczej iluzji demitologizacji), głoszonej np. przez Rudolfa Bultmanna (na niwie teologicznej). Kołakowski pragnął nadać sens ludzkiemu doświadczeniu w świecie, który postrzegany jest jako ciągły i celowy, jednak obojętny wobec istnienia ludzkiej jednostki. Obojętność tę zneutralizować może jedynie mit.